# Killing in the Name
Killing in the Name ist ein Alternative-Metal-Song der US-amerikanischen Band Rage Against the Machine, der erstmals 1992 auf ihrem Debütalbum veröffentlicht und als erste Single ausgekoppelt wurde.

## Bedeutung des Textes
Der Song wendet sich anlässlich der unverhältnismäßigen Polizeigewalt, die 1991 in Los Angeles gegen Rodney King ausgeübt wurde, gegen Rassismus im US-amerikanischen Staatsapparat. Insbesondere werden Ku-Klux-Klan-Mitglieder („that burn crosses“), die als Polizisten arbeiten („those that work forces, wearing the badge“) benannt. Ihnen wird vorgeworfen, Morde („killing in the name of“) damit zu rechtfertigen („justify those who died“), dass sie, die Polizisten, zur „auserwählten“ Rasse („the chosen whites“) gehören.
Die häufig wiederholte Zeile „And now you do what they told ya. And now you're under control“ mündet in Zack de la Rochas Schreien „Fuck you, I won't do what you tell me! Motherfucker!“

## Entstehung
Gitarrist Tom Morello entwickelte das eingängige Riff des Lieds, als er einen Schüler die Dropped-D-Stimmung lehrte. Er unterbrach den Unterricht und nahm das Stück auf.
Am folgenden Tag entwickelte die Band den Song gemeinsam weiter.
Zur Erstaufführung kam der Song als Instrumentalstück beim ersten öffentlichen Auftritt der Band am 23. Oktober 1991.

## Single
Epic Records veröffentlichte das Debütalbum von Rage Against the Machine am 6. November 1992. Killing in the Name war die erste Single, die außerdem die Stücke Darkness und Clear the Lane enthält.
Ebenso wie für das Album benutzte die Band auch für diese Singleauskopplung das Foto des vietnamesischen Mönchs Thích Quảng Đức, der sich 1963 aus Protest gegen die Unterdrückung der buddhistischen Bevölkerungsmehrheit in Vietnam selbst verbrannt hatte.

## Musikvideo
Das Musikvideo wurde von Morellos Gitarrenschüler Peter Gideon inszeniert und produziert. Er filmte die Band bei zwei Auftritten in zwei Musikclubs in Los Angeles, im Whisky a Go Go und im Club With No Name. Veröffentlicht wurde das Video im Dezember 1992. Eine unzensierte Version wurde von europäischen Musiksendern gezeigt, während in den USA, aufgrund des häufigen Gebrauchs von Schimpfworten, nur eine zensierte Version gespielt wurde.

## Weihnachtshit 2009
In Großbritannien gibt es schon lange die Tradition des Weihnachts-Nummer-eins-Hits und bei den Buchmachern werden Wetten abgeschlossen, welches Lied in den in der Weihnachtswoche gültigen Charts die Spitzenposition der Singlecharts einnehmen wird. Diese Woche ist üblicherweise die Woche mit den höchsten Verkaufszahlen im ganzen Jahr. Nachdem mehrere Jahre in Folge der Sieger der alljährlichen Castingshow The X Factor diesen Platz erobert hatte, riefen zwei Mitglieder bei Facebook dazu auf, aus Protest möglichst oft Killing in the Name zu kaufen und zur Nummer eins zu machen. Am Ende der Woche hatte sich der Song etwa eine halbe Million Mal durch Downloads verkauft und die höchste Downloadzahl eines Liedes in einer Woche erreicht.
Während The-X-Factor-Juror Simon Cowell die Kampagne als „Hass-Mob“ bezeichnete, erfuhr die Aktion von Musikern wie Dave Grohl, Paul McCartney und Muse Unterstützung. Die Band gab bekannt, 2010 ein kostenloses Konzert in Großbritannien zu spielen, um diesen Sieg zu feiern und einen Großteil der Einnahmen durch den Singleverkauf an die Obdachlosenhilfsorganisation Shelter zu spenden.

## Rezeption
- Im Juli 2009 wurde das Stück auf Platz zwei der „Hottest 100 of All Time“ gewählt. Die Abstimmung war vom australischen Radiosender Triple J initiiert worden.[2]
- Die US-amerikanische Fachzeitschrift Guitar World wählte den Song in der Liste der „100 Greatest Guitar Solos“ auf Platz 89.[8]

- Der Rolling Stone listet den Song auf Platz 24 in der Liste „100 Greatest Guitar Songs of All Time“.[3]

## Kommerzieller Erfolg

### Chartplatzierungen
| ChartsChartplatzierungen     | Höchstplatzierung | Wochen |
| ---------------------------- | ----------------- | ------ |
| Vereinigtes Königreich (OCC) | 1 (9 Wo.)         | 9      |

### Auszeichnungen für Musikverkäufe
| Land/Region                  | Auszeichnungen für Musikverkäufe (Land/Region, Auszeichnung, Verkäufe) | Verkäufe  |
| ---------------------------- | ---------------------------------------------------------------------- | --------- |
| Australien (ARIA)            | Platin                                                                 | 70.000    |
| Dänemark (IFPI)              | Platin                                                                 | 90.000    |
| Deutschland (BVMI)           | Gold                                                                   | 250.000   |
| Italien (FIMI)               | Platin                                                                 | 70.000    |
| Neuseeland (RMNZ)            | 5× Platin                                                              | 150.000   |
| Spanien (Promusicae)         | Platin                                                                 | 60.000    |
| Vereinigtes Königreich (BPI) | 2× Platin                                                              | 1.200.000 |
| Insgesamt                    | 1× Gold · 11× Platin ·                                                 | 1.880.000 |

## Coverversionen
- 2005: Audioslave (Live-Version)
- 2020: Machine Gun Kelly und Travis Barker